# 柴田夘一
柴田 夘一（しばた ういち、1886年〈明治19年〉3月7日 - 1971年〈昭和46年〉2月18日）は、日本の陸軍軍人。最終階級は陸軍中将。

## 経歴
福岡県出身。1909年（明治42年）5月、陸軍士官学校（21期）を卒業。同年12月、歩兵少尉に任官。
1937年（昭和12年）8月、歩兵大佐に昇進。同年9月、歩兵第4連隊留守隊長に就任。1939年（昭和14年）1月、歩兵第104連隊長となり支那事変に出征。1940年（昭和15年）8月、陸軍少将に進級し歩兵第103旅団長に就任。宜昌作戦などに従軍し太平洋戦争を迎えた。
1942年（昭和17年）9月、第12独立守備隊長となる。1944年（昭和19年）6月、陸軍中将に進み、罷免された山内正文前師団長と交代し第15師団長に発令されインパール作戦に従軍。1945年（昭和20年）2月に待命となり、同年4月、予備役に編入された。同年7月に召集され、熊本陸軍予備士官学校長に発令され、終戦を迎えた。
1947年（昭和22年）11月28日、公職追放仮指定を受けた。

## 栄典
- 1910年（明治43年）2月21日 - 正八位[2]